# Olympische Sommerspiele 2012/Teilnehmer (Brasilien)
| Gelbes Symbol für Goldmedaillen mit stilisierten Olympischen Ringen | Graues Symbol für Silbermedaillen mit stilisierten Olympischen Ringen | Braundes Symbol für Bronzemedaillen mit stilisierten Olympischen Ringen |
| ------------------------------------------------------------------- | --------------------------------------------------------------------- | ----------------------------------------------------------------------- |
| 3                                                                   | 5                                                                     | 9                                                                       |

Brasilien nahm in London an den Olympischen Spielen 2012 teil. Es war die insgesamt 21. Teilnahme an Olympischen Sommerspielen. Vom Comitê Olímpico Brasileiro wurden 259 Athleten in 24 Sportarten nominiert.
Fahnenträger bei der Eröffnungsfeier war der Springreiter Rodrigo Pessoa.
Die Ruderin Kissya da Costa wurde nach einem positiven Dopingbefund (EPO) in einer Probe vom 12. Juli 2012 am 4. August 2012 suspendiert. Aus disziplinarischen Gründen war die Basketballspielerin Iziane Castro Marques nach Verstreichen der Meldefrist aus dem Aufgebot ausgeschlossen worden.

## Medaillen

### Medaillenspiegel
| Medaillenspiegel Brasilien |                    |                              |                           |                           |        |
| Platz                      | Sportart           | Goldmedaille – Olympiasieger | Silbermedaille – 2. Platz | Bronzemedaille – 3. Platz | Gesamt |
|                            | Beachvolleyball    | –                            | 1                         | 1                         | 2      |
|                            | Boxen              | –                            | 1                         | 2                         | 3      |
|                            | Fußball            | –                            | 1                         | –                         | 1      |
|                            | Gerätturnen        | 1                            | –                         | –                         | 1      |
|                            | Judo               | 1                            | –                         | 3                         | 4      |
|                            | Moderner Fünfkampf | –                            | –                         | 1                         | 1      |
|                            | Segeln             | –                            | –                         | 1                         | 1      |
|                            | Schwimmen          | –                            | 1                         | 1                         | 2      |
|                            | Volleyball         | 1                            | 1                         | –                         | 2      |
| Total                      | Total              | 3                            | 5                         | 9                         | 17     |

### Medaillengewinner

#### Gold
| Name                          | Sportart    | Wettkampf               |
| ----------------------------- | ----------- | ----------------------- |
| Sarah Menezes                 | Judo        | Klasse bis 48 kg Frauen |
| Arthur Zanetti                | Gerätturnen | Ringen                  |
| Nationalmannschaft der Frauen | Volleyball  | Volleyball              |

#### Silber
| Name                         | Sportart        | Wettkampf               |
| ---------------------------- | --------------- | ----------------------- |
| Thiago Pereira               | Schwimmen       | 400 m Lagen Männer      |
| Olympiamannschaft            | Fußball         | Fußball Männer          |
| Emanuel Rego/Alison Cerutti  | Beachvolleyball | Beachvolleyball Männer  |
| Volleyballnationalmannschaft | Volleyball      | Volleyball Männer       |
| Esquiva Falcão Florentino    | Boxen           | Klasse bis 75 kg Männer |

#### Bronze
| Name                       | Sportart           | Wettkampf                 |
| -------------------------- | ------------------ | ------------------------- |
| Mayra Aguiar               | Judo               | Klasse bis 78 kg Frauen   |
| César Cielo                | Schwimmen          | 50 m Freistil Männer      |
| Felipe Kitadai             | Judo               | Klasse bis 60 kg Männer   |
| Rafael Silva               | Judo               | Klasse über 100 kg Männer |
| Larissa/Juliana            | Beachvolleyball    | Beachvolleyball Frauen    |
| Yane Marques               | Moderner Fünfkampf | Moderner Fünfkampf Frauen |
| Yamaguchi Falcão           | Boxen              | Klasse bis 81 kg Männer   |
| Adriana Araújo             | Boxen              | Klasse bis 60 kg Frauen   |
| Bruno Prada Robert Scheidt | Segeln             | Starboot Männer           |

## Teilnehmer nach Sportarten

### Basketball
| Wettbewerb    | Frauen | Männer |
| ------------- | --- | --- |
| Athleten      | Adriana Moisés Pinto Clarissa Santos Damiris Amaral Érika de Souza Franciele Nascimento Iziane Castro Marques Joice Rodrigues Karla da Costa Nádia Colhado Patrícia Ferreira Silvia Gustavo Tássia Carcavalli | Alex Garcia Anderson Varejão Caio Torres Guilherme Giovannoni Larr y Taylor Leandro Barbosa Marcelo Machado Marcelo Huertas Marcus Vinícius de Souza Maybyner Rodney Hilário Raul Neto Tiago Splitter |
| Trainer       | Luiz Tarallo | Rubén Magnano |
| Gruppenphase  | Frankreich (58:73) Russland (59:69) Australien (61:67) Kanada (73:79) Großbritannien (78:66) | Australien (75:71) Großbritannien (67:62) Russland (74:75) Volksrepublik China (98:59) Spanien (88:82)                                                                                                |
| Viertelfinale | ausgeschieden | Argentinien (77:82) |
| Halbfinale    | ausgeschieden | ausgeschieden |
| Finale        | ausgeschieden | ausgeschieden |
| Platzierung   | – | – |

### Beachvolleyball
| Athleten                                   | Gruppenphase                                                                         | Gruppenphase                                                          | Gruppenphase | Gruppenphase | Achtelfinale                     | Achtelfinale             | Viertelfinale          | Viertelfinale             | Halbfinale            | Halbfinale                | Finale                 | Finale                                     | Rang   |
| Athleten                                   | Gegner                                                                               | Ergebnis                                                              | Punkte       | Rang         | Gegner                           | Ergebnis                 | Gegner                 | Ergebnis                  | Gegner                | Ergebnis                  | Gegner                 | Ergebnis                                   | Rang   |
| ------------------------------------------ | ------------------------------------------------------------------------------------ | --------------------------------------------------------------------- | ------------ | ------------ | -------------------------------- | ------------------------ | ---------------------- | ------------------------- | --------------------- | ------------------------- | ---------------------- | ------------------------------------------ | ------ |
| Frauen                                     |                                                                                      |                                                                       |              |              |                                  |                          |                        |                           |                       |                           |                        |                                            |        |
| Larissa França Juliana Felisberta da Silva | E. Li Yuk Lo / N. Rigobert K. Holtwick / I. Semmler L. Háječková / H. Klapalová      | 2:0 (21:5, 21:10) 2:0 (21:18, 21:13) 2:0 (21:12, 21:18)               | 6            | 1            | S. van Gestel M. Meppelink       | 2:0 (21:10 21:17)        | S. Goller L. Ludwig    | 2:0 (21:10, 21:19)        | A. Ross J. Kessy      | 1:2 (21:15, 19:21, 12:15) | Zhang X. Xue C.        | Spiel um Platz 3 2:1 (11:21, 21:19, 15:12) | Bronze |
| Talita Antunes da Rocha Maria Antonelli    | S. van Gestel / M. Meppelink S. Goller / L. Ludwig B. Palmer / L. Bawden             | 2:0 (21:10, 21:19) 2:1 (21:19, 29:31, 15:13) 2:1 (18:21, 21:16, 15:9) | 6            | 1            | K. Kolocová M. Sluková           | 1:2 (16:21, 22:20, 9:15) | ausgeschieden          | ausgeschieden             | ausgeschieden         | ausgeschieden             | ausgeschieden          | ausgeschieden                              | 9      |
| Männer                                     |                                                                                      |                                                                       |              |              |                                  |                          |                        |                           |                       |                           |                        |                                            |        |
| Emanuel Rego Alison Cerutti                | C. Doppler / A. Horst P. Heuscher / J. Bellaguarda D. Lupo / P. Nicolai              | 2:1 (19:21, 21:17, 16:14) 2:0 (21:17, 21:12) 2:0 (26:24, 21:18)       | 6            | 1            | J. Erdmann K. Matysik            | 2:0 (21:16, 21:14)       | G. Fijalek M. Prudel   | 2:1 (21:17, 16:21, 17:15) | M. Pļaviņš J. Šmēdiņš | 2:0 (21:15, 22:20)        | J. Brink J. Reckermann | 1:2 (21:23, 21:16, 14:16)                  | Silber |
| Pedro Cunha Ricardo Santos                 | T. Skarlund / M. Spinnangr S. Grotowski / J. Garcia-Thompson M. Reader / J. Binstock | 2:0 (21:14, 21:18) 2:0 (17:21, 12:21) 2:0 (21:18, 24:22)              | 6            | 1            | Adrián Gavira Collado P. Herrera | 2:0 (21:18, 21:19)       | J. Brink J. Reckermann | 0:2 (15:21, 19:21)        | ausgeschieden         | ausgeschieden             | ausgeschieden          | ausgeschieden                              | 5      |

### Bogenschießen
| Athleten      | Wettbewerb | Qualifikation | Qualifikation | 1. Runde          | 1. Runde | 2. Runde      | 2. Runde      | Achtelfinale  | Achtelfinale  | Viertelfinale | Viertelfinale | Halbfinale    | Halbfinale    | Finale        | Finale        | Rang |
| Athleten      | Wettbewerb | Ringe         | Rang          | Gegner            | Ergebnis | Gegner        | Ergebnis      | Gegner        | Ergebnis      | Gegner        | Ergebnis      | Gegner        | Ergebnis      | Gegner        | Ergebnis      | Rang |
| ------------- | ---------- | ------------- | ------------- | ----------------- | -------- | ------------- | ------------- | ------------- | ------------- | ------------- | ------------- | ------------- | ------------- | ------------- | ------------- | ---- |
| Männer        |            |               |               |                   |          |               |               |               |               |               |               |               |               |               |               |      |
| Daniel Xavier | Einzel     | 653           | 51            | Rafal Dobrowolski | 3:7      | ausgeschieden | ausgeschieden | ausgeschieden | ausgeschieden | ausgeschieden | ausgeschieden | ausgeschieden | ausgeschieden | ausgeschieden | ausgeschieden | 33   |

### Boxen
| Athleten                  | Wettbewerb                   | 1. Runde      | 1. Runde | Achtelfinale       | Achtelfinale  | Viertelfinale   | Viertelfinale | Halbfinale       | Halbfinale    | Finale        | Finale        | Rang   |
| Athleten                  | Wettbewerb                   | Gegner        | Ergebnis | Gegner             | Ergebnis      | Gegner          | Ergebnis      | Gegner           | Ergebnis      | Gegner        | Ergebnis      | Rang   |
| ------------------------- | ---------------------------- | ------------- | -------- | ------------------ | ------------- | --------------- | ------------- | ---------------- | ------------- | ------------- | ------------- | ------ |
| Frauen                    |                              |               |          |                    |               |                 |               |                  |               |               |               |        |
| Érica Matos               | Fliegengewicht 48–51 kg      | –             | –        | Karlha Magliocco   | 14:15         | ausgeschieden   | ausgeschieden | ausgeschieden    | ausgeschieden | ausgeschieden | ausgeschieden | 9      |
| Adriana Araújo            | Halbweltergewicht 57–60 kg   | –             | –        | Saida Chassenowa   | 16:14         | Mahjouba Oubtil | 16:12         | Sofja Otschigawa | 11:17         | ausgeschieden | ausgeschieden | Bronze |
| Roseli Feitosa            | Halbschwergewicht 69–75 kg   | –             | –        | Jinzi Li           | 14:19         | ausgeschieden   | ausgeschieden | ausgeschieden    | ausgeschieden | ausgeschieden | ausgeschieden | 9      |
| Männer                    |                              |               |          |                    |               |                 |               |                  |               |               |               |        |
| Julião Henriques Neto     | Fliegengewicht bis 52 kg     | Jong Pak      | 12:8     | Jeyvier Ocasio     | 13:18         | ausgeschieden   | ausgeschieden | ausgeschieden    | ausgeschieden | ausgeschieden | ausgeschieden | 9      |
| Robenilson de Jesus       | Halbfliegengewicht bis 56 kg | O. Shaimov    | 13:7     | Sergey Vodopiyanov | 13:11         | Lazaro Estrada  | 11:16         | ausgeschieden    | ausgeschieden | ausgeschieden | ausgeschieden | 5      |
| Robson Conceição          | Leichtgewicht bis 60 kg      | Josh Taylor   | 9:13     | ausgeschieden      | ausgeschieden | ausgeschieden   | ausgeschieden | ausgeschieden    | ausgeschieden | ausgeschieden | ausgeschieden | 32     |
| Éverton dos Santos Lopes  | Halbweltergewicht bis 64 kg  | –             | –        | Roniel Sotolongo   | 15:18         | ausgeschieden   | ausgeschieden | ausgeschieden    | ausgeschieden | ausgeschieden | ausgeschieden | 9      |
| Myke Ribeiro de Carvalho  | Weltergewicht bis 69 kg      | Errol Spence  | 10:16    | ausgeschieden      | ausgeschieden | ausgeschieden   | ausgeschieden | ausgeschieden    | ausgeschieden | ausgeschieden | ausgeschieden | 32     |
| Esquiva Falcão Florentino | Mittelgewicht bis 75 kg      | –             | –        | Soltan Migitinov   | 24:11         | Zoltán Harcsa   | 14:10         | Anthony Ogogo    | 16:9          | Ryōta Murata  | 13:14         | 2      |
| Yamaguchi Falcão          | Halbschwergewicht bis 81 kg  | Sumit Sangwan | 15:14    | Fanlong Meng       | 17:17         | Julio Peraza    | 18:15         | Jegor Mechonzew  | 11:23         | ausgeschieden | ausgeschieden | Bronze |

### Fechten
| Athleten        | Wettbewerb     | 1. Runde       | 1. Runde | 2. Runde        | 2. Runde | Achtelfinale  | Achtelfinale  | Viertelfinale | Viertelfinale | Halbfinale    | Halbfinale    | Finale        | Finale        | Rang |
| Athleten        | Wettbewerb     | Gegner         | Ergebnis | Gegner          | Ergebnis | Gegner        | Ergebnis      | Gegner        | Ergebnis      | Gegner        | Ergebnis      | Gegner        | Ergebnis      | Rang |
| --------------- | -------------- | -------------- | -------- | --------------- | -------- | ------------- | ------------- | ------------- | ------------- | ------------- | ------------- | ------------- | ------------- | ---- |
| Männer          |                |                |          |                 |          |               |               |               |               |               |               |               |               |      |
| Athos Schwantes | Degen Einzel   | –              | –        | Bas Verwijlen   | 10:15    | ausgeschieden | ausgeschieden | ausgeschieden | ausgeschieden | ausgeschieden | ausgeschieden | ausgeschieden | ausgeschieden | 28   |
| Guilherme Toldo | Florett Einzel | Lahoussine Ali | 15:6     | Race Imboden    | 5:15     | ausgeschieden | ausgeschieden | ausgeschieden | ausgeschieden | ausgeschieden | ausgeschieden | ausgeschieden | ausgeschieden | 32   |
| Renzo Agresta   | Säbel Einzel   | –              | –        | Benedikt Wagner | 6:15     | ausgeschieden | ausgeschieden | ausgeschieden | ausgeschieden | ausgeschieden | ausgeschieden | ausgeschieden | ausgeschieden | 22   |

### Fußball
| Wettbewerb    | Männer | Frauen |
| ------------- | --- | --- |
| Athleten      | Alex Sandro Alexandre Pato Bruno Uvini Danilo Ganso Hulk Juan Jesus Leandro Damião Lucas Marcelo Neto Neymar Oscar Rafael Gabriel Rômulo Sandro Thiago Silva | Aline Andréia Bárbara Bruna Benites Cristiane Daiane Danielli Érika Ester Fabiana Formiga Francielle Grazielle Marta Maurine Renata Costa Rosana Thaisinha |
| Trainer       | Mano Menezes | Jorge Barcellos |
| Gruppenphase  | Ägypten 3:2 (3:0) Belarus 3:1 (1:1) Neuseeland 3:0 (2:0) | Kamerun 5:0 (2:0) Neuseeland 1:0 (0:0) Großbritannien 0:1 (0:1)                                                                                            |
| Viertelfinale | Honduras 3:2 (1:1) | Japan 0:2 (0:1) |
| Halbfinale    | Südkorea 3:0 (1:0) | ausgeschieden |
| Finale        | Mexiko 1:2 (0:1) | |

### Gewichtheben
| Athleten           | Wettbewerb         | Reißen       | Reißen | Stoßen       | Stoßen | Zweikampf    | Zweikampf | Rang |
| Athleten           | Wettbewerb         | Gewicht (kg) | Rang   | Gewicht (kg) | Rang   | Gewicht (kg) | Rang      | Rang |
| ------------------ | ------------------ | ------------ | ------ | ------------ | ------ | ------------ | --------- | ---- |
| Frauen             |                    |              |        |              |        |              |           |      |
| Jaqueline Ferreira | Klasse bis 75 kg   | 102          | 8      | 128          | 7      | 230          | 8         | 8    |
| Männer             |                    |              |        |              |        |              |           |      |
| Fernando Saraiva   | Klasse über 105 kg | 180          | 13     | 220          | 12     | 400          | 12        | 12   |

### Handball
| Wettbewerb    | Frauen |
| ------------- | --- |
| Athleten      | Alexandra do Nascimento Ana Paula Rodrigues Chana Masson Daniela Piedade Deonise Cavaleiro Eduarda Amorim Fabiana Diniz Fernanda da Silva Francine Cararo Jéssica Quintino Mayara de Moura Mayssa Pessoa Samira Rocha Silvia Pinheiro |
| Trainer       | Morten Soubak |
| Gruppenphase  | Kroatien 24:23 (9:10) Montenegro 27:25 (15:16) Großbritannien 30:17 (17:8) Russland 27:31 (14:15) Angola 29:26 (14:9) |
| Viertelfinale | Norwegen 19:21 (13:9) |
| Halbfinale    | ausgeschieden |
| Finale        | ausgeschieden |
| Platzierung   | – |

### Judo
| Athleten          | Wettbewerb         | 1. Runde Round of 64 | 1. Runde Round of 64 | 2. Runde Round of 32        | 2. Runde Round of 32 | Achtelfinale Round of 16 | Achtelfinale Round of 16 | Viertelfinale Quarter Final | Viertelfinale Quarter Final | Hoffnungsrunde Halbfinale Repechage | Hoffnungsrunde Halbfinale Repechage | Halbfinale         | Halbfinale    | Hoffnungsrunde Finale Bronze Medal | Hoffnungsrunde Finale Bronze Medal | Finale        | Finale        | Rang   |
| Athleten          | Wettbewerb         | Gegner               | Ergebnis             | Gegner                      | Ergebnis             | Gegner                   | Ergebnis                 | Gegner                      | Ergebnis                    | Gegner                              | Ergebnis                            | Gegner             | Ergebnis      | Gegner                             | Ergebnis                           | Gegner        | Ergebnis      | Rang   |
| ----------------- | ------------------ | -------------------- | -------------------- | --------------------------- | -------------------- | ------------------------ | ------------------------ | --------------------------- | --------------------------- | ----------------------------------- | ----------------------------------- | ------------------ | ------------- | ---------------------------------- | ---------------------------------- | ------------- | ------------- | ------ |
| Frauen            |                    |                      |                      |                             |                      |                          |                          |                             |                             |                                     |                                     |                    |               |                                    |                                    |               |               |        |
| Sarah Menezes     | Klasse bis 48 kg   | –                    | –                    | Ngoc Tu Van                 | 0021 – 0002          | Laëtitia Payet           | 001 – 0001               | Shugen Wu                   | 0011 – 0002                 | –                                   | –                                   | Charline Van Snick | 001 – 000     | –                                  | –                                  | Alina Dumitru | 011 – 0001    | Gold   |
| Érika Miranda     | Klasse bis 52 kg   | –                    | –                    | –                           | –                    | Kim Kyung-ok             | 001 – 1012               | ausgeschieden               | ausgeschieden               | ausgeschieden                       | ausgeschieden                       | ausgeschieden      | ausgeschieden | ausgeschieden                      | ausgeschieden                      | ausgeschieden | ausgeschieden | 9      |
| Rafaela Silva     | Klasse bis 57 kg   | –                    | –                    | Miryam Roper                | 0021 – 0002          | Hedvig Karakas           | 000 – 1001               | ausgeschieden               | ausgeschieden               | ausgeschieden                       | ausgeschieden                       | ausgeschieden      | ausgeschieden | ausgeschieden                      | ausgeschieden                      | ausgeschieden | ausgeschieden | 9      |
| Mariana Silva     | Klasse bis 63 kg   | –                    | –                    | Lili Xu                     | 0001 – 0101          | ausgeschieden            | ausgeschieden            | ausgeschieden               | ausgeschieden               | ausgeschieden                       | ausgeschieden                       | ausgeschieden      | ausgeschieden | ausgeschieden                      | ausgeschieden                      | ausgeschieden | ausgeschieden | 17     |
| Maria Portela     | Klasse bis 70 kg   | –                    | –                    | Yuri Alvear                 | 000 – 110            | ausgeschieden            | ausgeschieden            | ausgeschieden               | ausgeschieden               | ausgeschieden                       | ausgeschieden                       | ausgeschieden      | ausgeschieden | ausgeschieden                      | ausgeschieden                      | ausgeschieden | ausgeschieden | 17     |
| Mayra Aguiar      | Klasse bis 78 kg   | –                    | –                    | –                           | –                    | Hana Mareghni            | 020 – 0003               | Daria Pogorzelec            | 020 – 000                   | –                                   | –                                   | Kayla Harrison     | 000 – 101     | Marhinde Verkerk                   | 100 – 000                          | ausgeschieden | ausgeschieden | Bronze |
| Maria Altheman    | Klasse über 78 kg  | –                    | –                    | Anne-Sophie Mondière        | 0101 – 000           | Nihel Rouhou             | 1001 – 0001              | Mika Sugimoto               | 000 – 100                   | G. Issanowa                         | 0111 – 0002                         | ausgeschieden      | ausgeschieden | Wen Tong                           | 0001 – 100                         | ausgeschieden | ausgeschieden | 4      |
| Männer            |                    |                      |                      |                             |                      |                          |                          |                             |                             |                                     |                                     |                    |               |                                    |                                    |               |               |        |
| Felipe Kitadai    | Klasse bis 60 kg   | –                    | –                    | Dawaadordschiin Tömörchüleg | 011 – 000            | Eisa Majrash             | 021 – 000                | Rischod Sobirow             | 001 – 100                   | Choi Gwang-hyeon                    | 011 – 001                           | ausgeschieden      | ausgeschieden | Elio Verde                         | 011 – 000                          | ausgeschieden | ausgeschieden | Bronze |
| Leandro Cunha     | Klasse bis 66 kg   | –                    | –                    | Paweł Zagrodnik             | 0001 – 0011          | ausgeschieden            | ausgeschieden            | ausgeschieden               | ausgeschieden               | ausgeschieden                       | ausgeschieden                       | ausgeschieden      | ausgeschieden | ausgeschieden                      | ausgeschieden                      | ausgeschieden | ausgeschieden | 17     |
| Bruno Mendonça    | Klasse bis 73 kg   | –                    | –                    | Fred Uwase                  | 100 – 000            | Dex Elmont               | 0002 – 0011              | ausgeschieden               | ausgeschieden               | ausgeschieden                       | ausgeschieden                       | ausgeschieden      | ausgeschieden | ausgeschieden                      | ausgeschieden                      | ausgeschieden | ausgeschieden | 9      |
| Leandro Guilheiro | Klasse bis 81 kg   | –                    | –                    | Konstantīns Ovčiņņikovs     | 001 – 0002           | Safouane Attaf           | 1001 – 0001              | Travis Stevens              | 000 – 0101                  | Takahiro Nakai                      | 0002 – 0011                         | ausgeschieden      | ausgeschieden | ausgeschieden                      | ausgeschieden                      | ausgeschieden | ausgeschieden | 7      |
| Tiago Camilo      | Klasse bis 90 kg   | –                    | –                    | Roman Hontjuk               | 1001 – 0001          | Roberto Meloni           | 1011 – 0001              | Dilshod Choriyev            | 0002 – 001                  | Song Dae-nam                        | 0012 – 0112                         | ausgeschieden      | ausgeschieden | Ilias Iliadis                      | 0002 – 0011                        | ausgeschieden | ausgeschieden | 5      |
| Luciano Corrêa    | Klasse bis 100 kg  | –                    | –                    | Oumar Koné                  | 102 – 0002           | Henk Grol                | 0101 – 0003              | ausgeschieden               | ausgeschieden               | ausgeschieden                       | ausgeschieden                       | ausgeschieden      | ausgeschieden | ausgeschieden                      | ausgeschieden                      | ausgeschieden | ausgeschieden | 9      |
| Rafael Silva      | Klasse über 100 kg | –                    | –                    | Tormodur Jonsson            | 100 – 000            | Marius Paškevičius       | 1001 – 0001              | Alexander Michailin         | 0001 – 0001                 | Barna Bor                           | 0001 – 0001                         | ausgeschieden      | ausgeschieden | Kim Sung-min                       | 0011 – 0002                        | ausgeschieden | ausgeschieden | Bronze |

### Kanu

#### Kanurennsport
| Athleten                      | Wettbewerb | Vorlauf    | Vorlauf | Halbfinale | Halbfinale | B-Finale   | B-Finale | Rang |
| Athleten                      | Wettbewerb | Zeit (min) | Rang    | Zeit (min) | Rang       | Zeit (min) | Rang     | Rang |
| ----------------------------- | ---------- | ---------- | ------- | ---------- | ---------- | ---------- | -------- | ---- |
| Männer                        |            |            |         |            |            |            |          |      |
| Erlon Silva Ronilson Oliveira | C-2 1000 m | 3:41,014   | 2       | 3:42,101   | 4          | 3:41,484   | 2        | 10   |

#### Kanuslalom
| Athleten   | Wettbewerb | Vorlauf  | Vorlauf | Halbfinale    | Halbfinale    | Finale        | Finale        | Rang |
| Athleten   | Wettbewerb | Zeit (s) | Rang    | Zeit (s)      | Rang          | Zeit (s)      | Rang          | Rang |
| ---------- | ---------- | -------- | ------- | ------------- | ------------- | ------------- | ------------- | ---- |
| Frauen     |            |          |         |               |               |               |               |      |
| Ana Sátila | K-1        | 110,83   | 16      | ausgeschieden | ausgeschieden | ausgeschieden | ausgeschieden | 16   |

### Leichtathletik
Laufen und Gehen
| Athleten                                                                                                  | Wettbewerb        | Vorlauf     | Vorlauf | Halbfinale    | Halbfinale    | Finale        | Finale        | Rang |
| Athleten                                                                                                  | Wettbewerb        | Zeit        | Rang    | Zeit          | Rang          | Zeit          | Rang          | Rang |
| --- | ----------------- | ----------- | ------- | ------------- | ------------- | ------------- | ------------- | ---- |
| Frauen |                   |             |         |               |               |               |               |      |
| Rosângela Santos                                                                                          | 100 m             | 11,07 s     | 11      | 11,17 s       | 12            | ausgeschieden | ausgeschieden | 12   |
| Evelyn dos Santos                                                                                         | 200 m             | 23,07 s     | 21      | 22,82 s       | 15            | ausgeschieden | ausgeschieden | 15   |
| Ana Cláudia Silva                                                                                         | 200 m             | 23,40 s     | 33      | ausgeschieden | ausgeschieden | ausgeschieden | ausgeschieden | 33   |
| Adriana Aparecida da Silva                                                                                | Marathon          | –           | –       | –             | –             | 2:33:15 h     | 47            | 47   |
| Evelyn dos Santos Franciela Krasucki Geisa Aparecida Coutinho Rosângela Santos Tamiris de Liz Vanda Gomes | 4 × 100-m-Staffel | 42,55 s     | 6       | –             | –             | 42,91 s       | 7             | 7    |
| Aline dos Santos Geisa Aparecida Coutinho Jaílma de Lima Joelma Sousa Lucimar Teodoro                     | 4 × 400-m-Staffel | 3:32,95 min | 15      | –             | –             | ausgeschieden | ausgeschieden | 15   |
| Männer |                   |             |         |               |               |               |               |      |
| Bruno de Barros                                                                                           | 200 m             | 20,52 s     | 8       | 20,55 s       | 13            | ausgeschieden | ausgeschieden | 13   |
| Aldemir da Silva Júnior                                                                                   | 200 m             | 20,53 s     | 10      | 20,63 s       | 16            | ausgeschieden | ausgeschieden | 16   |
| Sandro Viana                                                                                              | 200 m             | 21,05 s     | 43      | ausgeschieden | ausgeschieden | ausgeschieden | ausgeschieden | 43   |
| Kleberson Davide                                                                                          | 400 m             | DNS         | DNS     | ausgeschieden | ausgeschieden | ausgeschieden | ausgeschieden | DNS  |
| Fabiano Peçanha                                                                                           | 800 m             | 1:46,29 min | 13      | 1:46,29 min   | 19            | ausgeschieden | ausgeschieden | 19   |
| Kleberson Davide                                                                                          | 800 m             | DNS         | DNS     | ausgeschieden | ausgeschieden | ausgeschieden | ausgeschieden | DNS  |
| Marílson dos Santos                                                                                       | Marathon          | –           | –       | –             | –             | 2:11:10 h     | 5             | 5    |
| Franck de Almeida                                                                                         | Marathon          | –           | –       | –             | –             | 2:13:35 h     | 13            | 13   |
| Paulo Roberto Paula                                                                                       | Marathon          | –           | –       | –             | –             | 2:12:17 h     | 8             | 8    |
| Aldemir da Silva Júnior Carlos Roberto Pio José Carlos Moreira Nilson André Sandro Viana Bruno de Barros  | 4 × 100-m-Staffel | 38,35 s     | 10      | –             | –             | ausgeschieden | ausgeschieden | 10   |
| Caio Bonfim                                                                                               | 20 km Gehen       | –           | –       | –             | –             | 1:24:45 h     | 39            | 39   |

Springen und Werfen
| Athleten                | Wettbewerb     | Qualifikation | Qualifikation | Finale        | Finale        | Rang |
| Athleten                | Wettbewerb     | Weite/Höhe    | Rang          | Weite/Höhe    | Rang          | Rang |
| ----------------------- | -------------- | ------------- | ------------- | ------------- | ------------- | ---- |
| Frauen                  |                |               |               |               |               |      |
| Maurren Higa Maggi      | Weitsprung     | 6,37 m        | 15            | ausgeschieden | ausgeschieden | 15   |
| Keila Costa             | Dreisprung     | 13,84 m       | 20            | ausgeschieden | ausgeschieden | 20   |
| Fabiana Murer           | Stabhochsprung | 4,50 m        | 14            | ausgeschieden | ausgeschieden | 14   |
| Andressa de Morais      | Diskuswurf     | 60,94 m       | 16            | ausgeschieden | ausgeschieden | 16   |
| Laila Ferrer de Silva   | Speerwurf      | 58,39 m       | 21            | ausgeschieden | ausgeschieden | 21   |
| Geisa Arcanjo           | Kugelstoßen    | 18,47 m       | 10            | 19,02 m       | 7             | 7    |
| Männer                  |                |               |               |               |               |      |
| Mauro Vinícius da Silva | Weitsprung     | 8,11 m        | 1             | 8,01 m        | 7             | 7    |
| Jonathan Henrique Silva | Dreisprung     | 15,59 m       | 26            | ausgeschieden | ausgeschieden | 26   |
| Guilherme Cobbo         | Hochsprung     | 2,21 m        | 16            | ausgeschieden | ausgeschieden | 16   |
| Fábio da Silva          | Stabhochsprung | DNS           | DNS           | ausgeschieden | ausgeschieden | DNS  |
| Ronald Julião           | Diskuswurf     | 56,20 m       | 41            | ausgeschieden | ausgeschieden | 41   |

Mehrkampf
| Athleten            | 100 m    | 100 m  | Weitsprung | Weitsprung | Kugelstoßen | Kugelstoßen | Hochsprung | Hochsprung | 400 m      | 400 m  | 110 m Hürden | 110 m Hürden | Diskuswurf | Diskuswurf | Stabhochsprung | Stabhochsprung | Speerwurf | Speerwurf | 1500 m     | 1500 m | Punkte | Rang |
| Athleten            | Zeit (s) | Punkte | Weite (m)  | Punkte     | Weite (m)   | Punkte      | Höhe (m)   | Punkte     | Zeit (min) | Punkte | Zeit (s)     | Punkte       | Weite (m)  | Punkte     | Höhe (m)       | Punkte         | Weite (m) | Punkte    | Zeit (min) | Punkte | Punkte | Rang |
| ------------------- | -------- | ------ | ---------- | ---------- | ----------- | ----------- | ---------- | ---------- | ---------- | ------ | ------------ | ------------ | ---------- | ---------- | -------------- | -------------- | --------- | --------- | ---------- | ------ | ------ | ---- |
| Zehnkampf Männer    |          |        |            |            |             |             |            |            |            |        |              |              |            |            |                |                |           |           |            |        |        |      |
| Luiz Alberto Araújo | 10,70    | 929    | 7,16       | 1781       | 13,52       | 2480        | 1,93       | 3220       | 48,25      | 4117   | 14,79        | 4992         | 44,76      | 5754       | 4,60           | 6544           | 51,59     | 7156      | 4:38,04    | 7849   | 7849   | 19   |

### Moderner Fünfkampf
| Athleten     | Fechten | Fechten | Schwimmen  | Schwimmen | Reiten            | Reiten | Combined   | Combined | Punkte | Rang   |
| Athleten     | Bilanz  | Punkte  | Zeit (min) | Punkte    | Fehlerpunkte/Zeit | Punkte | Zeit (min) | Punkte   | Punkte | Rang   |
| ------------ | ------- | ------- | ---------- | --------- | ----------------- | ------ | ---------- | -------- | ------ | ------ |
| Frauen       |         |         |            |           |                   |        |            |          |        |        |
| Yane Marques | 21:14   | 904     | 2:12,39    | 1212      | 40/8/77,71"       | 1152   | +1:06,08   | 2072     | 5340   | Bronze |

### Radsport

#### Straße
| Athleten           | Wettbewerb       | Zeit         | Rang                     |
| ------------------ | ---------------- | ------------ | ------------------------ |
| Frauen             |                  |              |                          |
| Clemilda Fernandes | Straßenrennen    | 3:35:56 h    | 23                       |
| Fernanda Souza     | Straßenrennen    | –            | außerhalb des Zeitlimits |
| Janildes Fernandes | Straßenrennen    | –            | aufgegeben               |
| Clemilda Fernandes | Einzelzeitfahren | 41:25,39 min | 18                       |
| Männer             |                  |              |                          |
| Murilo Fischer     | Straßenrennen    | 5:46:37 h    | 32                       |
| Magno Nazaret      | Straßenrennen    | –            | aufgegeben               |
| Gregolry Panizo    | Straßenrennen    | –            | aufgegeben               |
| Magno Nazaret      | Einzelzeitfahren | 55:50,77 min | 26                       |

#### Mountainbike
| Athleten         | Wettbewerb    | Zeit      | Rang |
| ---------------- | ------------- | --------- | ---- |
| Männer           |               |           |      |
| Rubens Valeriano | Cross-Country | 1:34:23 h | 24   |

#### BMX
| Athleten       | Wettbewerb | Qualifikation | Qualifikation | Viertelfinale | Viertelfinale | Halbfinale    | Halbfinale    | Finale        | Finale        | Rang |
| Athleten       | Wettbewerb | Zeit          | Rang          | Punkte        | Rang          | Punkte        | Rang          | Zeit          | Rang          | Rang |
| -------------- | ---------- | ------------- | ------------- | ------------- | ------------- | ------------- | ------------- | ------------- | ------------- | ---- |
| Frauen         |            |               |               |               |               |               |               |               |               |      |
| Squel Stein    | Race       | 42,995 s      | 15            | –             | –             | 28 (DNF)      | 8             | ausgeschieden | ausgeschieden | 16   |
| Männer         |            |               |               |               |               |               |               |               |               |      |
| Renato Rezende | Race       | 38,628 s      | 8             | 36 (DNF)      | 8             | ausgeschieden | ausgeschieden | ausgeschieden | ausgeschieden | 32   |

### Reiten
| Athleten | Wettbewerb | Prozent      | Rang |
| --- | ---------- | ------------ | ---- |
| Dressur |            |              |      |
| Luiza Almeida | Einzel     | 65,866       | 47   |
| Athleten | Wettbewerb | Fehlerpunkte | Rang |
| Springen |            |              |      |
| Rodrigo Pessoa | Einzel     | 17           | 22   |
| Álvaro Affonso de Miranda Neto                                                                                            | Einzel     | 9            | 12   |
| Luiz Francisco de Azevedo                                                                                                 | Einzel     | DNS          | DNS  |
| José Roberto Reynoso Fernandez Filho                                                                                      | Einzel     | 50           | 45   |
| Carlos Ribas | Einzel     | 42           | 72   |
| Rodrigo Pessoa Álvaro Affonso de Miranda Neto Luiz Francisco de Azevedo José Roberto Reynoso Fernandez Filho Carlos Ribas | Mannschaft | 8            | 8    |
| Athleten | Wettbewerb | Strafpunkte  | Rang |
| Vielseitigkeit |            |              |      |
| Marcelo Tosi | Einzel     | 97,60        | 44   |
| Marcio Jorge | Einzel     | 105,30       | 46   |
| Renan Guerreiro | Einzel     | DNS          | DNS  |
| Ruy Fonseca | Einzel     | 92,30        | 42   |
| Serguei Fofanoff | Einzel     | DNS          | DNS  |
| Marcelo Tosi Marcio Jorge Renan Guerreiro Ruy Fonseca Serguei Fofanoff                                                    | Mannschaft | 295,20       | 9    |

### Ringen
| Athleten             | Wettbewerb       | 1. Runde | 1. Runde | Achtelfinale       | Achtelfinale | Viertelfinale | Viertelfinale | Halbfinale    | Halbfinale    | Hoffnungsrunde Viertelfinale | Hoffnungsrunde Viertelfinale | Hoffnungsrunde Halbfinale | Hoffnungsrunde Halbfinale | Hoffnungsrunde Finale | Hoffnungsrunde Finale | Finale        | Finale        | Rang |
| Athleten             | Wettbewerb       | Gegner   | Ergebnis | Gegner             | Ergebnis     | Gegner        | Ergebnis      | Gegner        | Ergebnis      | Gegner                       | Ergebnis                     | Gegner                    | Ergebnis                  | Gegner                | Ergebnis              | Gegner        | Ergebnis      | Rang |
| -------------------- | ---------------- | -------- | -------- | ------------------ | ------------ | ------------- | ------------- | ------------- | ------------- | ---------------------------- | ---------------------------- | ------------------------- | ------------------------- | --------------------- | --------------------- | ------------- | ------------- | ---- |
| Freistil Frauen      |                  |          |          |                    |              |               |               |               |               |                              |                              |                           |                           |                       |                       |               |               |      |
| Joice Souza da Silva | Klasse bis 55 kg | –        | –        | Valeriia Zholobova | 1:3          | ausgeschieden | ausgeschieden | ausgeschieden | ausgeschieden | ausgeschieden                | ausgeschieden                | ausgeschieden             | ausgeschieden             | ausgeschieden         | ausgeschieden         | ausgeschieden | ausgeschieden | 12   |

### Rudern
| Athleten                        | Wettbewerb                  | Vorlauf    | Vorlauf | Hoffnungslauf | Hoffnungslauf | Viertelfinale | Viertelfinale | Halbfinale | Halbfinale | Finale     | Finale | Rang |
| Athleten                        | Wettbewerb                  | Zeit (min) | Rang    | Zeit (min)    | Rang          | Zeit (min)    | Rang          | Zeit (min) | Rang       | Zeit (min) | Rang   | Rang |
| ------------------------------- | --------------------------- | ---------- | ------- | ------------- | ------------- | ------------- | ------------- | ---------- | ---------- | ---------- | ------ | ---- |
| Frauen                          |                             |            |         |               |               |               |               |            |            |            |        |      |
| Kissya da Costa                 | Einer                       | 8:07,75    | 20      | –             | –             | 8:12,26       | 19            | 8:01,64    | 16         | DNS        | –      | 16   |
| Fabiana Beltrame Luana de Assis | Leichtgewichts-Doppelzweier | 7:34,37    | 16      | 7:27,46       | 4             | –             | –             | –          | –          | 7:41,43    | 13     | 13   |
| Männer                          |                             |            |         |               |               |               |               |            |            |            |        |      |
| Anderson Nocetti                | Einer                       | 7:03,78    | 21      | 7:07,17       | 1             | 7:17,37       | 21            | 7:54,18    | 21         | 7:25,03    | 19     | 19   |

### Schießen
| Athleten             | Wettbewerb        | Qualifikation | Qualifikation | Finale        | Finale        | Ringe | Rang |
| Athleten             | Wettbewerb        | Ringe         | Rang          | Ringe         | Rang          | Ringe | Rang |
| -------------------- | ----------------- | ------------- | ------------- | ------------- | ------------- | ----- | ---- |
| Frauen               |                   |               |               |               |               |       |      |
| Ana Luiza Souza Lima | Sportpistole 25 m | 560           | 39            | ausgeschieden | ausgeschieden | 560   | 39   |
| Ana Luiza Souza Lima | Luftpistole 10 m  | 367           | 43            | ausgeschieden | ausgeschieden | 367   | 43   |
| Männer               |                   |               |               |               |               |       |      |
| Felipe Fuzaro        | Doppeltrap        | 131           | 17            | ausgeschieden | ausgeschieden | 131   | 17   |

### Schwimmen
| Athleten                                                                                    | Wettbewerb                | Vorlauf     | Vorlauf | Halbfinale    | Halbfinale    | Finale        | Finale        | Rang   |
| Athleten                                                                                    | Wettbewerb                | Zeit        | Rang    | Zeit          | Rang          | Zeit          | Rang          | Rang   |
| ------------------------------------------------------------------------------------------- | ------------------------- | ----------- | ------- | ------------- | ------------- | ------------- | ------------- | ------ |
| Frauen                                                                                      |                           |             |         |               |               |               |               |        |
| Graciele Herrmann                                                                           | 50 m Freistil             | 25,44 s     | 22      | ausgeschieden | ausgeschieden | ausgeschieden | ausgeschieden | 22     |
| Daynara Paula                                                                               | 100 m Schmetterling       | 1:00,14 min | 33      | ausgeschieden | ausgeschieden | ausgeschieden | ausgeschieden | 33     |
| Fabíola Molina                                                                              | 100 m Rücken              | 1:01,40 min | 24      | ausgeschieden | ausgeschieden | ausgeschieden | ausgeschieden | 24     |
| Joanna Maranhão                                                                             | 400 m Lagen               | DNS         | DNS     | –             | –             | ausgeschieden | ausgeschieden | DNS    |
| Poliana Okimoto                                                                             | 10 km Freiwasser          | –           | –       | –             | –             | DNF           | DNF           | DNF    |
| Männer                                                                                      |                           |             |         |               |               |               |               |        |
| Bruno Fratus                                                                                | 50 m Freistil             | 21,82 s     | 3       | 21,63 s       | 4             | 21,61 s       | 4             | 4      |
| César Cielo                                                                                 | 50 m Freistil             | 21,80 s     | 2       | 21,54 s       | 1             | 21,59 s       | 3             | 3      |
| César Cielo                                                                                 | 100 m Freistil            | 48,67 s     | 10      | 48,17 s       | 5             | 47,92 s       | 6             | 6      |
| Nicolas Oliveira                                                                            | 100 m Freistil            | 49,51 s     | 24      | ausgeschieden | ausgeschieden | ausgeschieden | ausgeschieden | 24     |
| Kaio Almeida                                                                                | 100 m Schmetterling       | 53,14 s     | 28      | ausgeschieden | ausgeschieden | ausgeschieden | ausgeschieden | 28     |
| Kaio de Almeida                                                                             | 200 m Schmetterling       | 1:56,99 min | 17      | ausgeschieden | ausgeschieden | ausgeschieden | ausgeschieden | 17     |
| Leonardo de Deus                                                                            | 200 Schmetterling         | 1:58,03 min | 21      | ausgeschieden | ausgeschieden | ausgeschieden | ausgeschieden | 21     |
| Felipe França Silva                                                                         | 100 m Brust               | 1:00,38 min | 15      | 1:00,01 min   | 12            | ausgeschieden | ausgeschieden | 12     |
| Felipe Lima                                                                                 | 100 m Brust               | 1:00,57 min | 16      | 1:00,08 min   | 13            | ausgeschieden | ausgeschieden | 13     |
| Henrique Barbosa                                                                            | 200 m Brust               | 2:12,05 min | 19      | ausgeschieden | ausgeschieden | ausgeschieden | ausgeschieden | 19     |
| Tales Cerdeira                                                                              | 200 m Brust               | 2:11,05 min | 14      | 2:09,77 min   | 9             | ausgeschieden | ausgeschieden | 9      |
| Daniel Orzechowski                                                                          | 100 m Rücken              | 55,16 s     | 28      | ausgeschieden | ausgeschieden | ausgeschieden | ausgeschieden | 28     |
| Leonardo Deus                                                                               | 200 m Rücken              | 1:58,22 min | 16      | 1:58,14 min   | 13            | ausgeschieden | ausgeschieden | 13     |
| Henrique Rodrigues                                                                          | 200 m Lagen               | 1:59,37 min | 10      | 1:59,58 min   | 12            | ausgeschieden | ausgeschieden | 12     |
| Thiago Pereira                                                                              | 200 m Lagen               | 1:58,31 min | 5       | 1:57,45 min   | 4             | 1:56,74 min   | 4             | 4      |
| Thiago Pereira                                                                              | 400 m Lagen               | 4:12,39 min | 4       | –             | –             | 4:08,86 min   | 2             | Silber |
| Bruno Fratus César Cielo Marcelo Chierighini Nicolas Oliveira João de Lucca Nicholas Santos | 4 × 100-m-Freistilstaffel | 3:16,14 min | 9       | –             | –             | ausgeschieden | ausgeschieden | 9      |
| Thiago Pereira Felipe França Silva Kaio Almeida Marcelo Chierighini                         | 4 × 100-m-Lagenstaffel    | 3:37,00 min | 15      | –             | –             | ausgeschieden | ausgeschieden | 15     |

### Segeln
Fleet Race
| Athleten                              | Wettbewerb      | Qualifikation | Qualifikation | Medal Race | Medal Race | Punkte | Rang |
| Athleten                              | Wettbewerb      | Punkte        | Rang          | Punkte     | Rang       | Punkte | Rang |
| ------------------------------------- | --------------- | ------------- | ------------- | ---------- | ---------- | ------ | ---- |
| Frauen                                |                 |               |               |            |            |        |      |
| Patrícia Freitas                      | Windsurfen RS:X | 129           | 13            | -          | -          | 129    | 13   |
| Adriana Kostiw                        | Laser Radial    | 258           | 25            | -          | -          | 258    | 25   |
| Ana Luiza Barbachan Fernanda Oliveira | 470er           | 75            | 5             | 89         | 6          | 89     | 6    |
| Männer                                |                 |               |               |            |            |        |      |
| Ricardo Santos                        | Windsurfen RS:X | 125           | 9             | 135        | 9          | 135    | 9    |
| Bruno Fontes                          | Laser           | 152           | 13            | -          | -          | 152    | 13   |
| Jorge Zarif                           | Finn Dinghy     | 185           | 20            | -          | -          | 185    | 20   |
| Bruno Prada Robert Scheidt            | Starboot        | 35            | 2             | 49         | 3          | 49     | 3    |

### Synchronschwimmen
| Athletinnen                   | Wettbewerb | Qualifikation     | Qualifikation     | Qualifikation  | Qualifikation  | Qualifikation | Qualifikation | Finale         | Finale         | Finale           | Finale           |
| Athletinnen                   | Wettbewerb | Technische Kür TK | Technische Kür TK | Freie Kür FK-Q | Freie Kür FK-Q | Gesamt        | Gesamt        | Freie Kür FK-F | Freie Kür FK-F | Gesamt TK + FK-F | Gesamt TK + FK-F |
| Athletinnen                   | Wettbewerb | Punkte            | Rang              | Punkte         | Rang           | Punkte        | Rang          | Punkte         | Rang           | Punkte           | Rang             |
| ----------------------------- | ---------- | ----------------- | ----------------- | -------------- | -------------- | ------------- | ------------- | -------------- | -------------- | ---------------- | ---------------- |
| Frauen                        |            |                   |                   |                |                |               |               |                |                |                  |                  |
| Nayara Figueira Lara Teixeira | Duett      | 87,100            | 12                | 87,000         | 13             | 174,100       | 13            | ausgeschieden  | ausgeschieden  | ausgeschieden    | 13               |

### Taekwondo
| Athleten          | Wettbewerb        | Achtelfinale | Achtelfinale | Viertelfinale       | Viertelfinale | Halbfinale               | Halbfinale    | Finale            | Finale               | Rang |
| Athleten          | Wettbewerb        | Gegner       | Ergebnis     | Gegner              | Ergebnis      | Gegner                   | Ergebnis      | Gegner            | Ergebnis             | Rang |
| ----------------- | ----------------- | ------------ | ------------ | ------------------- | ------------- | ------------------------ | ------------- | ----------------- | -------------------- | ---- |
| Frauen            |                   |              |              |                     |               |                          |               |                   |                      |      |
| Natália Falavigna | Klasse über 67 kg | Lee In-jong  | 9:13         | ausgeschieden       | ausgeschieden | ausgeschieden            | ausgeschieden | ausgeschieden     | ausgeschieden        | 11   |
| Männer            |                   |              |              |                     |               |                          |               |                   |                      |      |
| Diogo da Silva    | Klasse bis 68 kg  | Dmitri Kim   | 3:2          | Mohammad Abu-Libdeh | 7:5           | Mohammad Bagheri Motamed | 5:5           | Terrence Jennings | Kampf um Platz 3 5:8 | 4    |

### Tennis
| Athleten                  | Wettbewerb | 1. Runde                | 1. Runde        | 2. Runde      | 2. Runde      | Achtelfinale                 | Achtelfinale    | Viertelfinale                     | Viertelfinale | Halbfinale    | Halbfinale    | Finale        | Finale        |
| Athleten                  | Wettbewerb | Gegner                  | Ergebnis        | Gegner        | Ergebnis      | Gegner                       | Ergebnis        | Gegner                            | Ergebnis      | Gegner        | Ergebnis      | Gegner        | Ergebnis      |
| ------------------------- | ---------- | ----------------------- | --------------- | ------------- | ------------- | ---------------------------- | --------------- | --------------------------------- | ------------- | ------------- | ------------- | ------------- | ------------- |
| Männer                    |            |                         |                 |               |               |                              |                 |                                   |               |               |               |               |               |
| Thomaz Bellucci           | Einzel     | Jo-Wilfried Tsonga      | 7:65, 4:6, 4:6  | ausgeschieden | ausgeschieden | ausgeschieden                | ausgeschieden   | ausgeschieden                     | ausgeschieden | ausgeschieden | ausgeschieden | ausgeschieden | ausgeschieden |
| Bruno Soares Marcelo Melo | Doppel     | John Isner Andy Roddick | 6:2, 6:4        | –             | –             | Tomáš Berdych Radek Štěpánek | 1:6, 6:4, 24:22 | Michaël Llodra Jo-Wilfried Tsonga | 4:6, 2:6      | ausgeschieden | ausgeschieden | ausgeschieden | ausgeschieden |
| André Sá Thomaz Bellucci  | Doppel     | Mike Bryan Bob Bryan    | 6:75, 7:65, 3:6 | –             | –             | ausgeschieden                | ausgeschieden   | ausgeschieden                     | ausgeschieden | ausgeschieden | ausgeschieden | ausgeschieden | ausgeschieden |

### Tischtennis
| Athleten                                   | Wettbewerb | 1. Runde        | 1. Runde | 2. Runde      | 2. Runde      | 3. Runde      | 3. Runde      | 4. Runde      | 4. Runde      | Viertelfinale | Viertelfinale | Halbfinale    | Halbfinale    | Finale        | Finale        | Rang |
| Athleten                                   | Wettbewerb | Gegner          | Ergebnis | Gegner        | Ergebnis      | Gegner        | Ergebnis      | Gegner        | Ergebnis      | Gegner        | Ergebnis      | Gegner        | Ergebnis      | Gegner        | Ergebnis      | Rang |
| ------------------------------------------ | ---------- | --------------- | -------- | ------------- | ------------- | ------------- | ------------- | ------------- | ------------- | ------------- | ------------- | ------------- | ------------- | ------------- | ------------- | ---- |
| Frauen                                     |            |                 |          |               |               |               |               |               |               |               |               |               |               |               |               |      |
| Caroline Kumahara                          | Einzel     | Joanna Parker   | 0:4      | ausgeschieden | ausgeschieden | ausgeschieden | ausgeschieden | ausgeschieden | ausgeschieden | ausgeschieden | ausgeschieden | ausgeschieden | ausgeschieden | ausgeschieden | ausgeschieden | 49   |
| Lígia Silva                                | Einzel     | Jian Fang Lay   | 1:4      | ausgeschieden | ausgeschieden | ausgeschieden | ausgeschieden | ausgeschieden | ausgeschieden | ausgeschieden | ausgeschieden | ausgeschieden | ausgeschieden | ausgeschieden | ausgeschieden | 49   |
| Caroline Kumahara Lígia Silva Gui Lin      | Mannschaft | Südkorea        | 0:3      | –             | –             | –             | –             | –             | –             | ausgeschieden | ausgeschieden | ausgeschieden | ausgeschieden | ausgeschieden | ausgeschieden | 9    |
| Männer                                     |            |                 |          |               |               |               |               |               |               |               |               |               |               |               |               |      |
| Gustavo Tsuboi                             | Einzel     | Soumyajit Ghosh | 2:4      | ausgeschieden | ausgeschieden | ausgeschieden | ausgeschieden | ausgeschieden | ausgeschieden | ausgeschieden | ausgeschieden | ausgeschieden | ausgeschieden | ausgeschieden | ausgeschieden | 49   |
| Hugo Hoyama                                | Einzel     | Zengyi Wang     | 3:4      | ausgeschieden | ausgeschieden | ausgeschieden | ausgeschieden | ausgeschieden | ausgeschieden | ausgeschieden | ausgeschieden | ausgeschieden | ausgeschieden | ausgeschieden | ausgeschieden | 49   |
| Gustavo Tsuboi Hugo Hoyama Thiago Monteiro | Mannschaft | Hongkong        | 0:3      | –             | –             | –             | –             | –             | –             | ausgeschieden | ausgeschieden | ausgeschieden | ausgeschieden | ausgeschieden | ausgeschieden | 9    |

### Triathlon
| Athleten         | Wettbewerb | Zeit      | Rang |
| ---------------- | ---------- | --------- | ---- |
| Frauen           |            |           |      |
| Pâmella Oliveira | Einzel     | 2:04:02 h | 30   |
| Männer           |            |           |      |
| Reinaldo Colucci | Einzel     | 1:50:59 h | 36   |
| Diogo Sclebin    | Einzel     | 1:51:51 h | 44   |

### Turnen
| Athleten                                                                       | Wettbewerb           | Qualifikation | Qualifikation | Finale        | Finale        | Rang |
| Athleten                                                                       | Wettbewerb           | Punkte        | Rang          | Punkte        | Rang          | Rang |
| ------------------------------------------------------------------------------ | -------------------- | ------------- | ------------- | ------------- | ------------- | ---- |
| Frauen                                                                         |                      |               |               |               |               |      |
| Daiane dos Santos                                                              | Stufenbarren         | 12,966        | 54            | ausgeschieden | ausgeschieden | 54   |
| Daiane dos Santos                                                              | Boden                | 14,166        | 17            | ausgeschieden | ausgeschieden | 17   |
| Ethiene Franco                                                                 | Stufenbarren         | 12,933        | 55            | ausgeschieden | ausgeschieden | 55   |
| Ethiene Franco                                                                 | Schwebebalken        | 13,000        | 48            | ausgeschieden | ausgeschieden | 48   |
| Ethiene Franco                                                                 | Boden                | 13,166        | 50            | ausgeschieden | ausgeschieden | 50   |
| Ethiene Franco                                                                 | Einzelmehrkampf      | 52,665        | 38            | ausgeschieden | ausgeschieden | 38   |
| Bruna Leal                                                                     | Stufenbarren         | 12,466        | 64            | ausgeschieden | ausgeschieden | 64   |
| Bruna Leal                                                                     | Schwebebalken        | 12,800        | 52            | ausgeschieden | ausgeschieden | 52   |
| Bruna Leal                                                                     | Boden                | 13,433        | 43            | ausgeschieden | ausgeschieden | 43   |
| Bruna Leal                                                                     | Einzelmehrkampf      | 52,765        | 36            | ausgeschieden | ausgeschieden | 36   |
| Daniele Hypólito                                                               | Stufenbarren         | 12,900        | 56            | ausgeschieden | ausgeschieden | 56   |
| Daniele Hypólito                                                               | Schwebebalken        | 14,166        | 23            | ausgeschieden | ausgeschieden | 23   |
| Daniele Hypólito                                                               | Boden                | 11,900        | 80            | ausgeschieden | ausgeschieden | 80   |
| Daniele Hypólito                                                               | Einzelmehrkampf      | 52,732        | 37            | ausgeschieden | ausgeschieden | 37   |
| Harumi de Freitas                                                              | Schwebebalken        | 12,033        | 67            | ausgeschieden | ausgeschieden | 67   |
| Daiane dos Santos Ethiene Franco Bruna Leal Daniele Hypólito Harumi de Freitas | Mannschaftsmehrkampf | 12,566        | 12            | ausgeschieden | ausgeschieden | 12   |
| Männer                                                                         |                      |               |               |               |               |      |
| Sérgio Sasaki                                                                  | Boden                | 14,533        | 36            | ausgeschieden | ausgeschieden | 36   |
| Sérgio Sasaki                                                                  | Pauschenpferd        | 14,033        | 29            | ausgeschieden | ausgeschieden | 29   |
| Sérgio Sasaki                                                                  | Ringe                | 14,633        | 29            | ausgeschieden | ausgeschieden | 29   |
| Sérgio Sasaki                                                                  | Barren               | 15,200        | 17            | ausgeschieden | ausgeschieden | 17   |
| Sérgio Sasaki                                                                  | Reck                 | 14,533        | 28            | ausgeschieden | ausgeschieden | 28   |
| Sérgio Sasaki                                                                  | Einzelmehrkampf      | 89,132        | 11            | 88,965        | 10            | 10   |
| Arthur Zanetti                                                                 | Ringe                | 15,616        | 4             | 15,900        | 1             | Gold |
| Diego Hypólito                                                                 | Boden                | 13,766        | 59            | ausgeschieden | ausgeschieden | 59   |

### Volleyball
| Wettbewerb    | Frauen | Männer |
| ------------- | --- | --- |
| Athleten      | Adenízia Silva Paula Pequeno Danielle Lins Fabiana Claudino Thaísa Menezes Jaqueline Carvalho Fernanda Ferreira Tandara Caixeta Natália Pereira Sheilla Castro Fabiana Oliveira Fernanda Rodrigues | Sérgio Dutra Santos Rodrigo Santana Lucas Saatkamp Ricardo García Dante Guimarães Amaral Bruno Rezende Leandro Vissotto Neves Gilberto Godoy Filho Murilo Endres Wallace de Souza Sidnei dos Santos Thiago Soares Alves |
| Trainer       | José Lages | Bernardo de Rezende |
| Gruppenphase  | Türkei (3:2) USA (1:3) Südkorea (0:3) Volksrepublik China (3:2) Serbien (3:0) | Tunesien (3:0) Russland (3:0) USA (1:3) Serbien (3:2) Deutschland (3:0) |
| Viertelfinale | Russland (3:2) | Argentinien (3:0) |
| Halbfinale    | Japan (3:0) | Italien (3:0) |
| Finale        | Vereinigte Staaten (3:1) | Russland (2:3) |

### Wasserspringen
| Athleten       | Wettbewerb        | Vorkampf | Vorkampf | Halbfinale    | Halbfinale    | Finale        | Finale        | Rang |
| Athleten       | Wettbewerb        | Punkte   | Rang     | Punkte        | Rang          | Punkte        | Rang          | Rang |
| -------------- | ----------------- | -------- | -------- | ------------- | ------------- | ------------- | ------------- | ---- |
| Frauen         |                   |          |          |               |               |               |               |      |
| Juliana Veloso | Kunstspringen 3 m | 241,15   | 28       | ausgeschieden | ausgeschieden | ausgeschieden | ausgeschieden | 28   |
| Männer         |                   |          |          |               |               |               |               |      |
| César Castro   | Kunstspringen 3 m | 441,90   | 14       | 388,40        | 17            | ausgeschieden | ausgeschieden | 17   |
| Hugo Parisi    | Turmspringen 10 m | 363,70   | 30       | ausgeschieden | ausgeschieden | ausgeschieden | ausgeschieden | 30   |